# Arktida

Arktida ohraničená polárním kruhem (modře) nebo izotermou 10 °C pro červenec (červeně)

Arktida je polární oblast okolo severního pólu. Název pochází z řeckého αρκτος (arktos) – medvěd a vztahuje se k souhvězdí Velká Medvědice a Malého Medvěda v blízkosti severního nebeského pólu. Oblast je tvořená Severním ledovým oceánem pokrytým mořským ledem, který každoročně částečně roztává a rozpadá se na plovoucí kry, a severními oblastmi a ostrovy Ruska, Kanady, USA a skandinávských zemí (včetně Grónska), kde jsou oblasti ledovců, věčně zmrzlé půdy a tundry. Na rozdíl od Antarktidy v okolí jižního pólu není Arktida světadílem. Polární oblasti představují specifický biotop. Typickým arktickým endemitním zvířetem je lední medvěd, naopak zde nežijí antarktičtí tučňáci. 

## Geografie

### Vymezení oblasti
Hranice Arktidy lze stanovit různými způsoby. Nejčastěji se definuje buď jako oblast na sever od severního polárního kruhu, tj. 66°32′ severní šířky (v tom případě zabírá oblast o rozloze 21,18 mil. km²), nebo jako oblast na severní polokouli, v níž průměrná teplota ani v létě nepřesahuje 10 stupňů Celsia. Její hranice se přibližně kryje s hranicí lesa. V současné době má takto vymezená Arktida rozlohu více než 26 mil. km². Z politického hlediska je Arktida definována jako oblast ležící na území osmi arktických států – Norska, Finska, Ruska, USA, Kanady, Islandu, Grónska (Dánska) a Švédska.
Většinu plochy Arktidy zaujímá Severní ledový oceán, převážnou část roku zamrzlý nebo s plovoucími ledovými krami, které cirkulují kolem pólu. Zbytek připadá na severní okraje Evropy, Asie, Grónska a Severní Ameriky včetně přilehlých ostrovů.

### Nejvýznamnější arktické ostrovy a souostroví
- Grónsko (2 130 000 km²)
- Baffinův ostrov (507 414 km²)
- Viktoriin ostrov (217 291 km²)
- Ellesmerův ostrov (196 236 km²)
- Nová země (90 650 km²)
- Špicberky (63 080 km²)
- Země Františka Josefa (16 100 km²)
- Novosibiřské ostrovy (38 400 km²)
- Severní země (37 560 km²)
- Wrangelův ostrov (7270 km²)

### Arktické vody
- Baffinův záliv
- Barentsovo moře
- Beaufortovo moře
- Beringovo moře
- Beringův průliv
- Čukotské moře
- Dánský průliv
- Davisův průliv
- Grónské moře
- Hudsonův záliv
- Karské moře
- Moře Laptěvů
- Norské moře
- Průliv Nares
- Severní ledový oceán
- Východosibiřské moře

### Arktické krajiny
- Aleuty (Spojené státy americké/ USA)
- Aljaška (Spojené státy americké/ USA)
- Kanadské arktické souostroví (Kanada)
- Diomédovy ostrovy (Rusko a Spojené státy americké/ USA)
- Finnmark (Norsko)
- Grónsko (Dánsko)
- Island
- Jan Mayen (Norsko)
- Medvědí ostrov (Norsko)
- Newfoundland a Labrador (Kanada)
- Nová země (Rusko)
- Novosibiřské ostrovy (Rusko)
- Nunavik (Kanada)
- Nunavut (Kanada)
- Ruské arktické ostrovy (Rusko)
- Severní země (Rusko)
- Severozápadní teritoria (Kanada)
- Sibiř (Rusko)
- Špicberky (Norsko)
- Vajgač (Rusko)
- Země Františka Josefa (Rusko)
- Yukon (Kanada)
- Wrangelův ostrov (Rusko)

## Podnebí

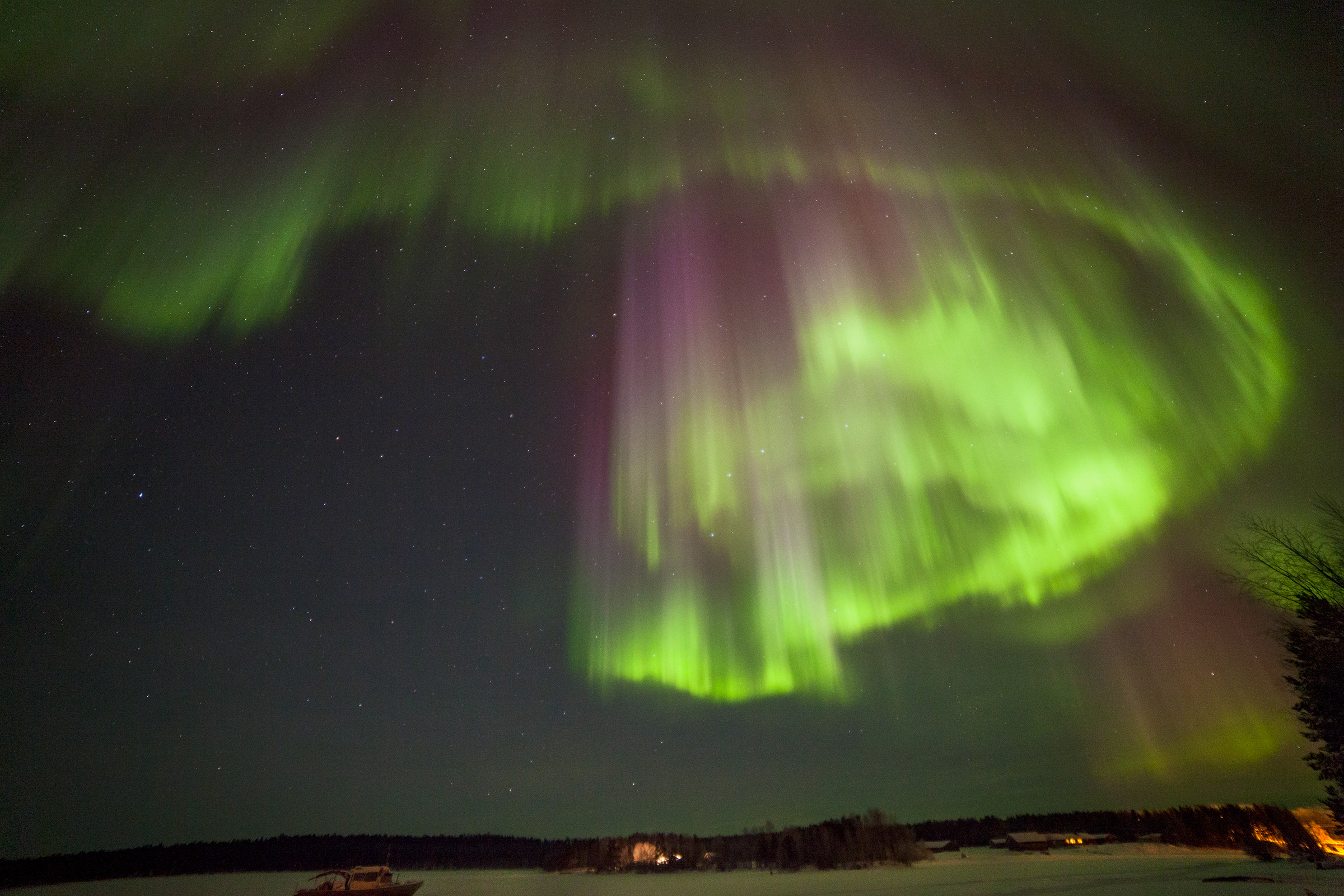
Polární záře nad Arktidou

Arktické klima je ovlivňováno relativním oteplujícím vlivem moře (mořské proudy) a relativně ochlazujícím vlivem pevniny, zejména v zimním období (pevninské ledovce a studené vnitrozemské klima).
Globální oteplování v posledních desetiletích se nejzřetelněji projevuje právě v polárních oblastech a v Arktidě způsobuje tání mořského kerného ledu. Tato situace může v blízké budoucnosti významně ovlivnit celosvětové změny klimatu v důsledku změn působení a tras mořských proudů. Příčinou změn ale mohou být i zemětřesení.
Po většinu roku převládá vysoký tlak vzduchu (Arktická tlaková výše), je tedy málo oblačnosti i srážek.
Oblast ovšem ovlivňují i 2 rozsáhlé pravidelné tlakové níže – Aleutská a Islandská. Jsou zdroji silného vzdušného proudění, zejména v zimě.
Aleutská se v zimě nachází nad Aleuty a zasahuje i nad nejzazší západ Ameriky a východ Asie. V létě se potom posouvá na západ do Asie. Islandská se v zimě nachází v severní části Atlantiku, nad Grónskem, zčásti nad severní Kanadou a severní Evropou, v létě významně slábne, zmenšuje se a stěhuje se na západ směrem do Kanady.

### Srážky
Vzhledem k převládajícímu vysokému tlaku vzduchu jsou srážky v oblasti všeobecně nízké, mezi 100–150 mm/rok. Naprostá většina srážek je sněhových. Na severním pólu je dlouhodobý průměr 149 mm/rok, na jižním okraji Arktidy 200–400 mm. Jižní výběžek Grónska počítá s 1000–1300 mm ročně.

### Teplota
Teploty jsou nesrovnatelně vyšší než v Antarktidě. V zimě jsou střední lednové teploty od +2 °C (jižní okraj Arktidy) do −40 °C v centrální Arktidě. Naopak střední červencové teploty se pohybují od +15 °C na jižním okraji po 0 °C v centrální části.
Na severním pólu dosahuje v létě teplota 0–3 °C, v zimě se pohybuje okolo −30 až −40 °C. Nejnižší naměřená teplota je zde −56 °C, nejvyšší +6 °C.
Extrémní teploty se vyskytují zejména v subarktických oblastech kontinentální Sibiře a Severní Ameriky, kde např. v okolí východosibiřského Ojmjakonu byla zaznamenána teplota −71,2 °C a letní maxima přesahují +30 °C. V oblasti kanadského Snagu byla naměřena teplota −63 °C.

## Klimatická změna

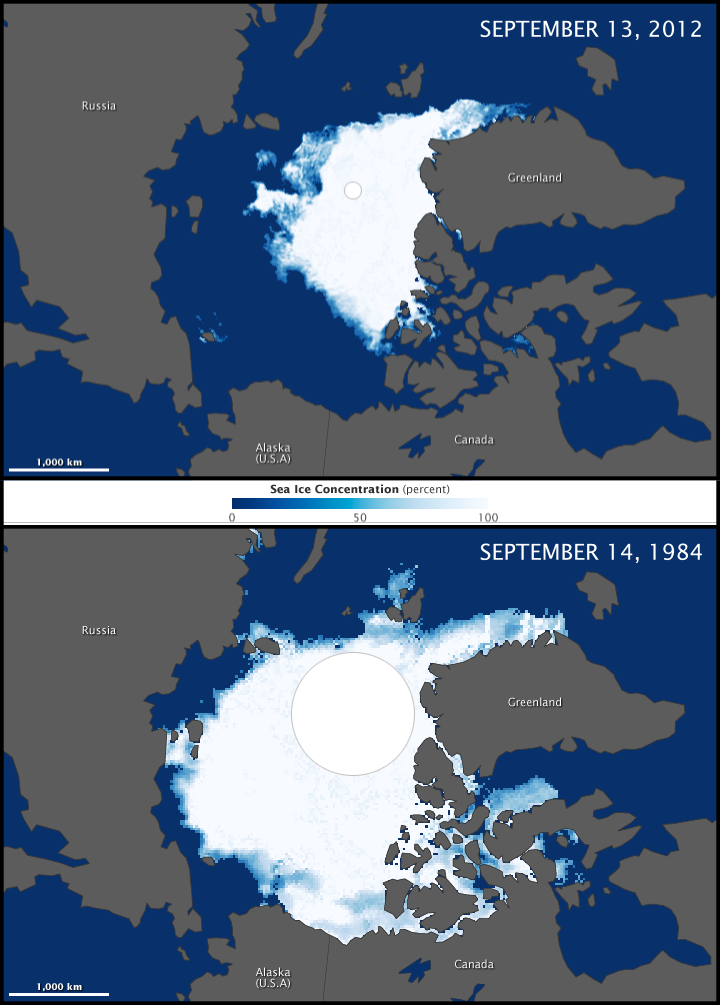
Výše uvedené mapy porovnávají minimální rozlohu arktického ledu v roce 2012 (nahoře) a v roce 1984 (dole).

Hlavní environmentální problémy způsobené současnou změnou klimatu v arktickém regionu sahají od dobře známých, jako je úbytek mořského ledu nebo tání grónského ledovce, až po méně známé, ale velmi významné problémy, jako je tání permafrostu, a také související sociální důsledky pro místní obyvatele a geopolitické důsledky těchto změn. Arktida bude změnou klimatu pravděpodobně obzvláště postižena, protože se zde předpokládá vysoká míra oteplování v regionu a s tím spojené dopady. V roce 2007 byly vyhodnoceny prognózy teplot pro arktickou oblast: Ty naznačovaly již průměrné oteplení o 2 °C až 9 °C do roku 2100. Toto rozmezí odráží různé prognózy vypracované různými klimatickými modely, prováděné s různými scénáři ovlivňování. Radiační působení je měřítkem vlivu přírodních a lidských činností na klima. Různé scénáře ovlivňování odrážejí například různé prognózy budoucích lidských emisí skleníkových plynů.
Tyto vlivy jsou rozsáhlé a projevují se v mnoha arktických systémech, od fauny a flóry až po územní nároky. Podle článku v Geophysical Research Letters z července 2022 teplota v arktické oblasti roste čtyřikrát rychleji než jinde na Zemi, což vede k tomu, že se tyto účinky rok od roku zhoršují a vyvolávají značné obavy. Měnící se Arktida má globální dopady, možná prostřednictvím změn oceánské cirkulace nebo arktického zesílení.

## Fauna a flóra
Arktida je převážně oblast ledu, sněhu a nezalesněné zmrzlé půdy. I přes nehostinné prostředí však není Arktida mrtvou oblastí, ale překypuje životem. Od jednoduchých organismů žijících v ledu, přes pestrou skladbu mořského života, mořských a suchozemských savců až po lidské osídlení.

### Půdy Arktidy
Na nejseverněji položených ostrovech se půdy nevyskytují, je zde mrazová poušť, vyskytují se zde pouze svahové a soliflukční sedimenty. Pouze v místech, kde je větší množství ptačího trusu nalezneme mechy a lišejníky.
V Arktidě nalezneme strukturní půdy, vzniklé díky kryogenním jevům. Jižněji potom málo vyvinuté tundrové, bažinaté, močálové a rašelinné půdy s mechy, lišejníky, ale i kvetoucími rostlinami. Velké rozšíření zde má permafrost, trvale zmrzlé půdy. Jejich aktivní vrstva v létě roztává do hloubky 1 m, což se v rovině projevuje jako bažina a v místech mírného sklonu (1°– 2°) způsobuje soliflukci (půdotok). Souvislý permafrost najdeme hlavně v Severní Americe, v nesouvislých pokryvech ho nalezneme až u Bajkalu.

### Flóra
V arktické mrazové poušti je rostlinstvo velmi chudé, je zde málo druhů i málo jedinců, směrem k jihu nalézáme kvetoucí rostliny.
V přechodné zóně pouštní tundry nalezneme mechy, lišejníky i kvetoucí rostliny, vegetace je však přerušovaná, vzrůst rostlin je malý. Z rostlin jsou zde například lomikámeny, řeřišnice, dryádka polární, trávnička, polární vřes, pryskyřník, rdesno a různé trávy. Z dřevin nalezneme vrbu bylinnou.
V tundře se nachází souvislá vegetace, je zde i bohatší druhové složení. To obsahuje výše zmíněné druhy a z dalších např. břízu zakrslou, vrbu laponskou, pěnišník laponský, zakrslou olši či zakrslé jeřáby. Vše je keřovitého charakteru.
Na několika místech do Arktidy zasahuje tajga, např. v Severní Americe (Sewardův ostrov,[zdroj⁠?!] dolní tok řeky Mackenzie, severovýchodně od Velkého medvědího jezera), v Asii (Tajmyr, ústí řek Chatanga, Lena, Kolyma, Jana, Indigirka) nebo v jižním Grónsku.

### Fauna
Živočišstvo je v Arktidě chudé, ale bohatší než v Antarktidě. Nejvíce druhů nalezneme v moři. V oblasti zcela chybí obojživelníci a stromoví živočichové. Z plazů se za polárním kruhem zřídka vykytují pouze ještěrka živorodá a zmije obecná.
Nejseverněji žijící živočichové jsou lední medvěd a polární liška. Z kožešinových živočichů zde nalezneme hranostaje, rosomáka, lumíky, sviště, polární vlky, polární zajíce či ovci sněžnou. V Severní Americe soby či pižmoně. V Arktidě žije mnoho ptáků, jen málo jich zde ale hnízdí. Najdeme zde racky, buřňáky, chaluhy, rybáka dlouhoocasého (migruje z Antarktidy až 22 tisíc km), polární kachny, polární husy a kura sněžného. V létě je zde velké množství hmyzu, hlavně komáři v bažinatých územích.
Na vodu vázané živočichy můžeme rozdělit na 3 kategorie: sladkovodní (pstruh, losos, štika, lipan), mořští (treska, sleď, platýs, žralok grónský, kapelín) a velcí mořští savci (velryby, tuleni, mroži).

## Obyvatelstvo
Původními obyvateli Arktidy jsou už po tisíciletí Inuité (v jejich řeči Lidé), kteří jsou také označováni jako Eskymáci. Naučili se žít v těchto nehostinných polárních krajích Severní Ameriky a Grónska. Kolem polárního kruhu na Aleutských ostrovech žijí Aleuté, Sámové (Laponci) obývají severní Skandinávii a ruský poloostrov Kola a Čukčové osídlili severovýchodní Sibiř, kde chovají stáda sobů. Polární Inuité, nejseverněji žijící lidé na světě, obývají zemi věčného ledu v Qaanaaqu v severozápadním Grónsku, necelých 1 600 km od severního pólu.
V současné době je osídlení člověkem velice řídké, méně než 1 osoba/km2. Osídlení je vázáno zejména na oblasti těžby nerostů, a to hlavně v Asii. V evropské části Arktidy se nacházejí i města s více než 100 000 obyvateli, jako např. Murmansk, Norilsk či Vorkuta. Nejseverněji položené město je Ny-Ålesund (78°56′ s.š.) na Svalbardu, nejsevernější sídlo je Alert (82°30′ s.š.) na Ellsmerově ostrově. Celkové osídlení Arktidy čítá asi 10 mil. obyvatel.

## Historie poznávání Arktidy
Poznávání Arktidy začalo kolem roku 330 př. n. l., kdy se Pýtheás z Massalie vydal na Britské ostrovy, odkud podnikl cestu na sever, k zemi Thule (dodnes se neví, co za zemi to mělo být), za kterou se rozkládá „mrtvý ledový oceán“.
Prvními skutečnými objeviteli byli ovšem až Vikingové. Roku 850 n. l. objevili Faerské ostrovy, roku 865 objevili a osídlili Island, odkud se vydal Gunnbjörn do Grónska. Jižní a jihozápadní pobřeží Grónska bylo osídleno v dalších letech poté, co sem roku 981 se 14 loděmi dorazil Erik Rudý. Kolem roku 1001 se Leif Eriksson vylodil na pobřeží Labradoru. V roce 1114 objevili souostroví Svalbard (Špicberky; dánsky „Holé pobřeží“). Od 15. století zamrzal severní Atlantik (od Islandu ke Grónsku byl souvislý led), což způsobilo úpadek a zánik vikinských kolonií v Grónsku a Newfoundlandu.
Dalšími objeviteli v arktické oblasti byli především Portugalci, kteří kolem roku 1500 zkoumali jižní Grónsko, Newfoundland a Labrador.

### Hledání severovýchodní cesty
Hledání severovýchodního průjezdu bylo důležité zejména z ekonomických hledisek kratšího námořního spojení mezi Evropou a Asií. První pokusy o nalezení této cesty začaly již od poloviny 16. století. Na konci 16. století se neúspěšně vrátil např. Holanďan Willem Barents, jenž chtěl plout přímo přes pól. Roku 1648 Rus Semjon Děžňov plující z ústí Kolymy objevil nejvýchodnější bod Asie a obeplul ho (Děžňovův mys), celým průlivem však neproplul. To, že se jedná o průliv, objevil až v letech 1725–1730 Dán v ruských službách Vitus Bering, jehož jméno dnes průliv nese. První celkový průjezd severovýchodní cestou vykonala v letech 1878–1880 švédská výprava lodi Vega, kterou vedl A. E. Nordenskjöld.

### Hledání severozápadní cesty
Při hledání severozápadního průjezdu se uskutečnilo mnoho neúspěšných výprav, jichž se účastnili objevitelé jako např. Martin Frobisher, Henry Hudson, James Clark Ross (roku 1831 objevil severní magnetický pól), John Franklin, McClure a další.
Úspěšnou výpravou byla až v letech 1903–1906 výprava Roalda Amundsena na malé motorové plachetnici Gjøa. Loď sice musela během cesty v Arktidě přezimovat, ale jako první se jí podařilo severozápadní cestou proplout.

### Dobývání severního pólu
Snahy o dobytí severního pólu, mezi nimiž vyniká pokus Fridtjofa Nansena o driftování k tomu zkonstruovanou lodí Fram, skončily roku 1909, kdy bylo jeho dobytí přiznáno Robertu Pearymu (a neuznáno F. Cookovi). Přímým důsledkem toho byl Amundsenův vítězný souboj o jižní pól. A Roald Amundsen byl také velitelem výpravy vzducholodí Norge v roce 1926, která je kvůli zpochybněným Pearyho důkazům dnes považována za první doložené dosažení severního pólu.

### Soupeření velmocí
Oblast je strategickou i z pozice supervelmocí, jelikož přelet přes Arktidu byl v dobách studené války nejkratší spojnicí mezi soupeřícími velmocemi. Stavba vojenských základen v oblasti na sebe nenechala dlouho čekat.
Na počátku 21. století vyvstala také otázka nároků na mořské dno v této oblasti. Jsou předpoklady, že se zde nacházejí ložiska surovin, o něž jeví zájem všechny státy oblasti. V roce 2007 zahájilo Rusko výzkumy, mající zdůvodnit jeho nároky na oblast až k severnímu pólu.

## Politika
Oblast Arktidy je ohniskem mezinárodního politického zájmu. Mezinárodní spolupráce se vytvořila v širokém měřítku přibližně před 10 lety.[kdy?] Mezinárodní arktický vědecký výbor (IASC) a stovky vědců a specialistů "Arktické rady" se snaží neustále získávat co nejpřesnější informace o celé oblasti.

### Územní nároky
Žádná země nevlastní geografický severní pól nebo oblast Severního ledového oceánu, který jej obklopuje. Okolní arktické státy, které hraničí se Severním ledovým oceánem, tedy Rusko, Norsko, Spojené státy americké, Kanada a Dánsko (přes Grónsko), jsou ohraničené 370 km zónou okolo jejich pobřeží.
Po ratifikaci Úmluvy OSN o mořském právu má stát 10 let na podání žádosti o rozšíření svého území o zónu do vzdálenosti 370 km od svého pobřeží. Kvůli tomu Norsko (ratifikovalo v roku 1996), Rusko (ratifikovalo v roce 1997), Kanada (ratifikovala v roce 2003) i Dánsko (ratifikovalo v roce 2004) vytvořily projekty, ve kterých požádaly o rozšíření svého území.
2. srpna 2007 se dva ruské batyskafy MIR-1 a MIR-2 poprvé v historii ponořily na dno oceánu pod severním pólem, kde umístily ruskou vlajku vyrobenou z nerezavějící titanové slitiny. Tato mise byla vědeckou expedicí, ale umístění vlajky podnítilo starosti okolních zemí o ovládnutí ropných ložisek v této oblasti.
Ministři zahraničních věcí a další oficiální zástupci Kanady, Dánska, Norska, Ruska a USA se 28. května 2008 setkali ve městě Ilulissat na Arkticko-oceánské konferenci, kde ohlásili Ilulissatskou deklaraci.

### Vědecký výzkum
Od roku 1937 byla celá oblast Arktidy rozsáhle zkoumána sovětskými a ruskými polárníky. Mezi roky 1937 a 1991 bylo vytvořeno 88 polárních posádek, které pracovaly ve vědeckých stanicích budovaných na plovoucím ledě. Tyto stanice putovaly v průběhu roku tisíce kilometrů po oceánu.

## Průmysl

### Ropné společnosti v Arktidě

#### Plošina Prirazlomnaja/Gazprom
Gazprom (společnost ) v roce 2010 oznámila stav připravenosti pro zahájení těžby ropy na plošině Prirazlomnaja v Barentsově moři. Jednalo se vůbec o první naleziště na arktickém šelfu.
V prosinci 2013 Gazprom začal s těžbou ropy na plošině Prirazlomnaja.
V letech 2012 a 2013 proběhly konflikty s organizací Greenpeace:
- V srpnu 2012 se 6 aktivistů v čele s výkonným ředitelem Greenpeace International Kumi Naidoo připoutalo ke stěně plošiny Prirazlomnaja. Nikdo z protestujících nebyl zadržen.
- 18. září 2013 se organizace Greenpeace vrátila k plošině Prirazlomnaja se dvěma novináři a 28 aktivisty. Jejich cílem bylo informovat svět o nebezpečích, která ohrožují Arktidu.
- 19. září 2013 se lodi Arctic Sunrise zmocnili pohraničníci se zbraněmi, kterou obsadili bez varovného výstřelu v Pečorském moři. Zatímco posádka nenásilně zvedala ruce do vzduchu v tomto nenásilném protestu na plošině Prirazlomnaja, pohraničníci na posádku lodě Arctic Sunrise mířili se zbraněmi a noži v rukou. Poslední opustil loď Arctic Sunrise kapitán lodi Američan Peter Wilcox.
- 26. až 28. září 2013 byla Arktická třicítka/ Arctic 30 na dva měsíce uvězněna kvůli podezření z pirátství.

V Murmansku byli všichni členové lodi Arctic Sunrise vsazeni do vazby a následně postupně všichni obviněni z pirátství. Po pěti týdnech ve vazbě Murmansku byli dva novináři a 28 aktivistů obviněno z výtržnictví, což je v Rusku taky závažné obvinění se sazbou až 7 let odnětí svobody. Původní obvinění z pirátství bylo zmírněno na výtržnictví. Všichni členové byli na konci listopadu propuštěni z vazební věznice, bez možnosti opustit Rusko.
- 25. prosince 2013 prezident Vladimir Putin vyhlásil amnestii, bylo zastaveno trestní stíhání 28 aktivistů a 2 novinářů, kteří byli zadrženi na plošině Prirazlomnaja ozbrojenou pohraniční hlídkou a obviněni z pirátství, obvinění bylo později zmírněno na výtržnictví.
- 29. listopadu 2013 opustil poslední člen posádky Arctic Sunrise vazbu.

### Úniky ropy
V Arktidě došlo k několika únikům těžené ropy:[zdroj?][kdy?]
- Únik ropy u města Usinsk
- Kolva / Lukoil, RusVjetPetro
- CHMAO / Lukoil, Rosněft
- Únik ropy na Samotloru
- Mamontovské naleziště Rosněft
- Urmanské naleziště / Gazprom
- Západní Kamčatka / Rosněft
- Řeka Morošečnaja
- Sachalin-1,2
- Jižní ostrov / Anadarko